# Association Legs et Littérature
Association Legs et Littérature (ALEL), fondée en 2012, est une association littéraire dont le but principal est la promotion de la culture et la littérature (francophone, caribéenne, africaine, latino-américaine et américaine).

## Histoire
Créée à Port-au-Prince initialement en novembre 2011 par Wébert Charles, Mirline Pierre et Dieulermesson Petit Frère sous l’appellation Collectif Legs et Littérature, elle est baptisée Association Legs et Littérature en 2012 au moment de son enregistrement officiel au ministère des Affaires sociales et du Travail (MAST).

### Objectifs
L’association a pour principal objectif de promouvoir la culture et la littérature francophone de différentes aires géographiques (Amérique, Afrique, Pacifique). Elle utilise toutes les formes de supports ou canaux (livres, audiovisuel, numérique). Par-là, elle entend augmenter le nombre d’articles critiques sur les œuvres littéraires francophones en valorisant la recherche en littérature dans l’espace. Ses axes d’intervention portent entre autres sur la réalisation d’activités culturelles et éducatives (ateliers,, tables-rondes, conférences,, émissions radio et/ou télévisées,, rencontres dans les écoles), constitution de programmes culturels et éducatifs (capsules d'émissions, cours audio et vidéos), contenus pédagogiques, production de documentation, de contenus sur des sujets liés à l’éducation, l’art et la culture.
L’association a en son sein une revue dénommée Legs et Littérature, qui se veut un espace d’échanges, de réflexions et de productions d'idées critiques, de diffusion d’informations et de recherche, de libre accès à la culture et au développement des pratiques littéraires en Haïti et à l’étranger. Elle compte également une maison d’édition, LEGS ÉDITION, qui est perçue comme une passerelle entre les différentes cultures de l’espace francophone.

## Productions
- 2013 : Réalisation et publication de la revue Legs et littérature.
- 2014 : Production d’une émission littéraire, Livres 9[8].
- 2014 : Construction d’une base de données sur les voix féminines haïtiennes.
- 2016 : Ateliers et rencontres littéraires dans les écoles[3],[4],[5].
- 2016 : Élaboration de contenus pédagogiques destinés à l’enseignement-apprentissage.
- 2019 : Formation d’enseignants à l’élaboration et l’utilisation de matériels didactiques.